# Населення Південно-Африканської Республіки
Населення Південно-Африканської Республіки. Чисельність населення країни у липні 2020 року становила 59 308 690 осіб. Оцінка кількості населення цієї держави враховує ефекти зайвої смертності через захворювання на СНІД. (26-те місце у світі). Чисельність південноафриканців стабільно збільшується, народжуваність 2015 року становила 20,75 ‰ (79-те місце у світі), смертність — 9,91 ‰ (46-те місце у світі), природний приріст — 1,33 % (90-те місце у світі) . 

## Природний рух

### Відтворення
Народжуваність у Південно-Африканській Республіці, станом на 2015 рік, дорівнює 20,75 ‰ (79-те місце у світі). Коефіцієнт потенційної народжуваності 2015 року становив 2,33 дитини на одну жінку (88-ме місце у світі).
Смертність у Південно-Африканській Республіці 2015 року становила 9,91 ‰ (46-те місце у світі).
Природний приріст населення в країні 2015 року становив 1,33 % (90-те місце у світі).

### Вікова структура

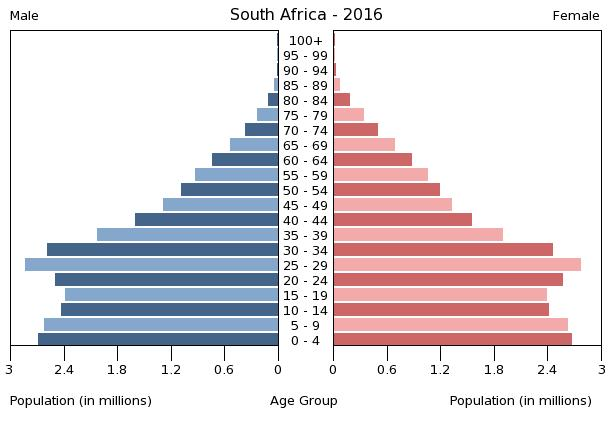
Віково-статева піраміда населення Південно-Африканської Республіки, 2016 рік

Середній вік населення Південно-Африканської Республіки становить 26,8 року (145-те місце у світі): для чоловіків — 26,5, для жінок — 27 років. Очікувана середня тривалість життя 2015 року становила 62,34 року (191-ше місце у світі), для чоловіків — 60,83 року, для жінок — 63,87 року.
Вікова структура населення ПАР, станом на 2015 рік, мала такий вигляд:
- діти віком до 14 років — 28,43 % (7 660 173 чоловіка, 7 598 013 жінок);
- молодь віком 15—24 роки — 18,52 % (4 937 169 чоловіків, 5 002 201 жінка);
- дорослі віком 25—54 роки — 41,07 % (11 120 423 чоловіки, 10 923 421 жінка);
- особи передпохилого віку (55―64 роки) — 6,53 % (1 628 183 чоловіки, 1 874 946 жінок);
- особи похилого віку (65 років і старіші) — 5,46 % (1 231 627 чоловіків, 1 699 406 жінок)[1].

### Шлюбність— розлучуваність
Коефіцієнт шлюбності, тобто кількість шлюбів на 1 тис. осіб за календарний рік, дорівнює 3,5; коефіцієнт розлучуваності — 0,6; індекс розлучуваності, тобто відношення шлюбів до розлучень за календарний рік — 17 (дані за 2009 рік) Середній вік, коли чоловіки беруть перший шлюб, дорівнює 32,0 року, жінки — 29,0 року, загалом — 30,5 року (дані за 2008 рік).

## Розселення

Густота населення ПАР

Густота населення країни 2015 року становила 44,9 особи/км² (169-те місце у світі). Більшість населення мешкає у східних регіонах, де випадає найбільша кількість опадів, більш родючі землі, багатші природні ресурси і більше можливостей для працевлаштування. Більше третини південноафриканців мешкають у чотирьох найбільш заселених регіонах: Йоганнесбург-Преторія-Ферінігінг, провінція Ґаутенг; Дурбан-Пайнтаун-Пітермаріцбург, провінція Квазулу-Наталь; Кейптаун з передмістями; Порт-Елізабет-Уітенхейг, провінції Східний Кейп.

### Урбанізація
Південно-Африканська Республіка високоурбанізована країна. Рівень урбанізованості становить 64,8 % населення країни (станом на 2015 рік), темпи зростання частки міського населення — 1,59 % (оцінка тренду за 2010—2015 роки).
Головні міста держави: Йоганнесбург — 9,399 млн осіб, Кейптаун — 3,66 млн осіб, Дурбан — 2,901 млн осіб, Преторія (столиця) — 2,059 млн осіб, Порт-Елізабет — 1,179 млн осіб, Ферінігінг — 1,155 млн осіб (дані за 2015 рік).
Шаблон:Найбільші міста Південно-Африканської Республіки

### Міграції
Річний рівень імміграції 2015 року становив 2,42 ‰ (42-ге місце у світі). Цей показник не враховує різниці між законними і незаконними мігрантами, між біженцями, трудовими мігрантами та іншими.

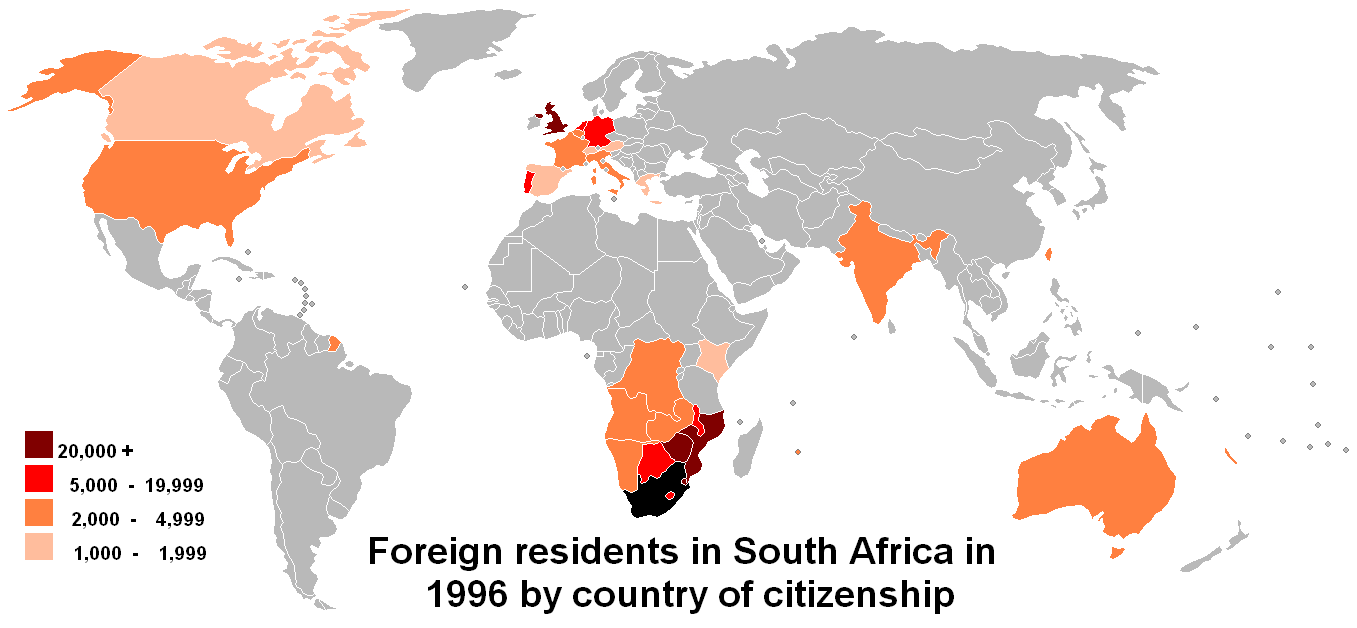
Країни походження мігрантів (англ.)

#### Біженці й вимушені переселенці
Станом на 2015 рік, у країні постійно перебуває 41,45 тис. біженців з Сомалі, 32,58 тис. з Демократичної Республіки Конго, 20,32 тис. з Ефіопії, 6,7 тис. з Республіки Конго, 6,35 тис. з Зімбабве.
Південно-Африканська Республіка є членом Міжнародної організації з міграції (IOM).

## Расово-етнічний склад
| Етнічний склад (2015 рік) | Етнічний склад (2015 рік) | Етнічний склад (2015 рік) | Етнічний склад (2015 рік) | Етнічний склад (2015 рік) |
| ------------------------- | ------------------------- | ------------------------- | ------------------------- | ------------------------- |
| Етнос:                    |                           |                           | Відсоток:                 |                           |
| темношкірі                | темношкірі                |                           | 80.2%                     | 80.2%                     |
| білі                      | білі                      |                           | 8.4%                      | 8.4%                      |
| мулати                    | мулати                    |                           | 8.8%                      | 8.8%                      |
| інші                      | інші                      |                           | 2.5%                      | 2.5%                      |

Головні етноси країни: темношкірі африканці — 80,2 %, білі — 8,4 %, мулати — 8,8 %, індійці та інші азіати — 2,5 % населення (оціночні дані за 2014 рік). Згідно з переписом 1996 року, 77 % населення ПАР становили африканці, білі — 11 %, метиси (нащадки змішаних шлюбів європейців і африканців) — 9 %, вихідці з Азії (в основному індійці) — близько 3 %.

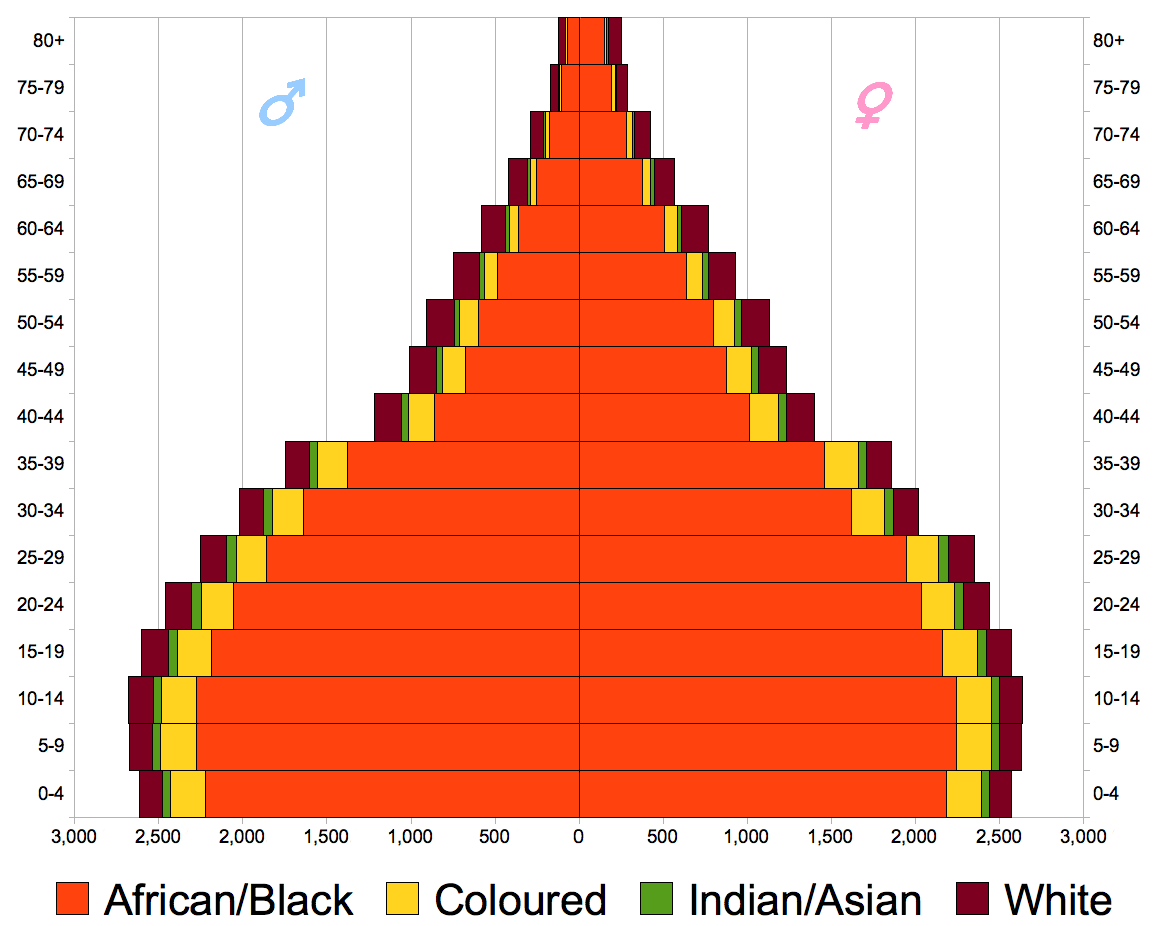
Расова віково-статтева піраміда, 2011 рік (англ.)
Расове розселення населення ПАР
Імміграція до країни за расами, 1917-2008 роки (англ.)

### Африканці

Розселення темношкірого населення

Розселення «кольорового» населення

У період 1948—1991 років африканське населення ПАР зазнавало систематичного пригноблення і репресій з боку правлячої меншини. Протягом 1980-х — початку 1990-х років близько половини африканського населення мешкало в десяти так званих бантустанах, які були створені урядом білої меншини, щоб позбавити африканців громадянства ПАР. У кожному бантустані мешкала одна або кілька етнічних груп на чолі з вождем, кандидатура якого затверджувалася урядом ПАР. Уряд білої меншини визнав як незалежні держави чотири бантустани (Бопхутхатсвана, Сиськей, Транськей і Венда), але жоден з них не отримав міжнародного визнання. У економічних відносинах бантустани були слабо розвинені і призначалися для регулювання притоку чорних робітників у контрольовану білими економіку ПАР. Коли в 1994 році країна стала державою багаторасової демократії, усі бантустани ліквідували. За даними 1996 року, африканське населення переважало в семи провінціях з дев'яти, а в чотирьох становило понад 90 %.
За часів апартеїду більшість африканців могли мешкати тільки окремо від білих, в особливих селищах — тауншипах. Африканці, які працювали домашньою прислугою у білих, на золотих чи алмазних копальнях, а також у сталеливарній промисловості, були заробітчанами, їхні сім'ї залишалися у селах. У гірничодобувній промисловості вони трудилися на контрактній основі і жили в спеціальних компаундах поблизу від місця роботи.
Вимушена міграція спочатку чорних чоловіків, а потім і жінок для пошуків роботи в «білих» районах і великих містах згубно позначилася не тільки на традиційному устрої життя, але і на сімейних відносинах. Населення бантустанів становили переважно жінки, діти і старики, оскільки більшість чоловіків віком від 16 до 60 років працювали, щоб забезпечити сім'ю або зібрати гроші на весілля. Значна частина коштів, необхідних для забезпечення прожиткового мінімуму жителів бантустанів, надходила від заробітчан.

### Білі

Розселення світлошкірого населення

Біле населення з моменту створення в 1910 році Південноафриканського Союзу і до 1994 року було політично панівною групою і досі утримує домінантні позиції в економіці. Біле населення ПАР складається з двох основних груп: африканерів та англо-африканців.
Африканери становлять міцно згуртовану общину. Майже всі вони — послідовники Нідерландської реформатської церкви, яка до 1990 року, коли апартеїд був підданий анафемі, виправдовувала ідею переваги білої раси і практику расової дискримінації. Африканери говорять на мові африкаанс, в основі якої лежить нідерландська мова. Вони чисельно переважають серед білих скрізь, крім деяких районів Квазулу-Наталя. Більше усього їх у провінціях Гаутенг і Західно-Капській.
Англо-африканці. Порівняно з африканерами, англомовне біле населення живе більш компактно. У деяких районах Квазулу-Наталя і Східно-Капської провінцій англо-африканці займаються сільським господарством, але більшість з них живе в містах. Крім невеликої (100 тис. чоловік), але впливової єврейської общини, англомовні білі належать до Англіканської, Методистської і Римо-католицької церков. Деякі англо-африканці зберігають прихильність до Великої Британії, але більшість вважає своєю батьківщиною ПАР. У цю групу білого населення входять всі нещодавні переселенці, які не говорять нідерландською мовою.

### Азійське населення
Вихідці з Азії займають проміжне положення між чорними і білими. Більшість азіатів проживає в провінції Квазулу-Наталь і в передмісті Йоганнесбурга. Частина азійського населення як і раніше працює на цукрових плантаціях у Квазулу-Наталі або на промислових підприємствах і в установах Дурбана, основного морського порту провінції, інша частина — успішні торговці і власники великої нерухомості.

## Мови
| Мови ПАР (2011 рік) | Мови ПАР (2011 рік) | Мови ПАР (2011 рік) | Мови ПАР (2011 рік) | Мови ПАР (2011 рік) |
| ------------------- | ------------------- | ------------------- | ------------------- | ------------------- |
| Мова:               |                     |                     | Відсоток:           |                     |
| зулу                | зулу                |                     | 22.7%               | 22.7%               |
| коса                | коса                |                     | 16%                 | 16%                 |
| африкаанс           | африкаанс           |                     | 13.5%               | 13.5%               |
| англійська          | англійська          |                     | 9.6%                | 9.6%                |
| сепеді              | сепеді              |                     | 9.1%                | 9.1%                |
| тсвана              | тсвана              |                     | 8%                  | 8%                  |
| сесото              | сесото              |                     | 7.6%                | 7.6%                |
| тсонга              | тсонга              |                     | 4.5%                | 4.5%                |
| сваті               | сваті               |                     | 2.5%                | 2.5%                |
| венда               | венда               |                     | 2.4%                | 2.4%                |
| ндебеле             | ндебеле             |                     | 2.1%                | 2.1%                |
| жестова мова        | жестова мова        |                     | 0.5%                | 0.5%                |
| інші                | інші                |                     | 1.6%                | 1.6%                |

Офіційні мови: зулу — розмовляє 22,7 % населення країни, коса — 16 %, африкаанс — 13,5 %, англійська — 9,6 %, сепеді — 9,1 %, тсвана — 8 %, сесото — 7,6 %, тсонга — 4,5 %, сваті — 2,5 %, венда — 2,4 %, ндебеле — 2,1 %. Інші поширені мови: жестова мова 0,5 %, інші мови — 1,6 % (дані на 2011 рік).

Лінгвістична карта

## Релігії
| Релігії в ПАР (2005 рік) | Релігії в ПАР (2005 рік) | Релігії в ПАР (2005 рік) | Релігії в ПАР (2005 рік) | Релігії в ПАР (2005 рік) |
| ------------------------ | ------------------------ | ------------------------ | ------------------------ | ------------------------ |
| Віросповідання:          |                          |                          | Відсоток:                |                          |
| протестанти              | протестанти              |                          | 36.6%                    | 36.6%                    |
| католики                 | католики                 |                          | 7.1%                     | 7.1%                     |
| інші християни           | інші християни           |                          | 36%                      | 36%                      |
| мусульмани               | мусульмани               |                          | 1.5%                     | 1.5%                     |
| інші                     | інші                     |                          | 2.3%                     | 2.3%                     |
| агностики                | агностики                |                          | 1.4%                     | 1.4%                     |
| атеїсти                  | атеїсти                  |                          | 15.1%                    | 15.1%                    |

Головні релігії й вірування, які сповідує, і конфесії та церковні організації, до яких відносить себе населення країни: протестантизм — 36,6 % (Церква Сіону — 11,1 %, п'ятидесятництво — 8,2 %, методизм — 6,8 %, Нідерландська реформатська церква — 6,7 %, англіканство — 3,8 %), католицтво — 7,1 %, іслам — 1,5 %, інші течії християнства — 36 %, інші — 2,3 %, не визначились — 1,4 %, не сповідують жодної — 15,1 % (згідно з переписом 2001 року).

## Освіта
Рівень письменності 2015 року становив 94,3 % дорослого населення (віком від 15 років): 95,5 % — серед чоловіків, 93,1 % — серед жінок.
Державні витрати на освіту становлять 6,1 % ВВП країни, станом на 2014 рік (42-ге місце у світі). Середня тривалість освіти становить 13 років, для хлопців — до 12 років, для дівчат — до 14 років (станом на 2013 рік).

## Охорона здоров'я
Забезпеченість лікарями в країні на рівні 0,78 лікаря на 1000 мешканців (станом на 2013 рік). Загальні витрати на охорону здоров'я 2014 року становили 8,8 % ВВП країни (42-ге місце у світі).
Смертність немовлят до 1 року, станом на 2015 рік, становила 32,99 ‰ (64-те місце у світі); хлопчиків — 36,62 ‰, дівчаток — 29,27 ‰. Рівень материнської смертності 2015 року становив 138 випадків на 100 тис. народжень (38-ме місце у світі).
Південно-Африканська Республіка входить до складу ряду міжнародних організацій: Міжнародного руху (ICRM) і Міжнародної федерації товариств Червоного Хреста і Червоного Півмісяця (IFRCS), Дитячого фонду ООН (UNISEF), Всесвітньої організації охорони здоров'я (WHO).

### Захворювання
Потенційний рівень зараження інфекційними хворобами в країні середній. Найпоширеніші інфекційні захворювання: діарея, гепатит А, черевний тиф, шистосомози (станом на 2016 рік).
2014 року зареєстровано 6,83 млн хворих на СНІД (1-ше місце в світі), це 18,92 % населення в репродуктивному віці 15—49 років (4-те місце у світі). Смертність 2014 року від цієї хвороби становила 138,4 тис. осіб (2-ге місце у світі).
Частка дорослого населення з високим індексом маси тіла 2014 року становила 25,6 % (24-те місце у світі); частка дітей віком до 5 років зі зниженою масою тіла становила 8,7 % (оцінка на 2008 рік). Ця статистика показує як власне стан харчування, так і наявну/гіпотетичну поширеність різних захворювань.

### Санітарія
Доступ до облаштованих джерел питної води 2015 року мало 99,6 % населення в містах і 81,4 % в сільській місцевості; загалом 93,2 % населення країни. Відсоток забезпеченості населення доступом до облаштованого водовідведення (каналізація, септик): в містах — 69,6 %, в сільській місцевості — 60,5 %, загалом по країні — 66,4 % (станом на 2015 рік). Споживання прісної води, станом на 2005 рік, дорівнює 12,5 км³ на рік, або 271,7 тонни на одного мешканця на рік: з яких 36 % припадає на побутові, 7 % — на промислові, 57 % — на сільськогосподарські потреби.

## Соціально-економічне становище
Співвідношення осіб, що в економічному плані залежать від інших, до осіб працездатного віку (15—64 роки) загалом становить 52,1 % (станом на 2015 рік): частка дітей — 44,5 %; частка осіб похилого віку — 7,7 %, або 13,1 потенційно працездатного на 1 пенсіонера. Загалом ці показники характеризують рівень потреби державної допомоги в секторах освіти, охорони здоров'я та пенсійного забезпечення, відповідно. За межею бідності 2012 року перебувало 35,9 % населення країни. Розподіл доходів домогосподарств у країні має такий вигляд: нижній дециль — 1,2 %, верхній дециль — 51,7 % (станом на 2009 рік).
Станом на 2013 рік, у країні 7,7 млн осіб не має доступу до електромереж; 85 % населення має доступ, в містах цей показник дорівнює 90 %, у сільській місцевості — 77 %. Рівень проникнення інтернет-технологій середній. Станом на липень 2015 року в країні налічувалось 27,868 млн унікальних інтернет-користувачів (24-те місце у світі), що становило 51,9 % загальної кількості населення країни.

### Трудові ресурси
Загальні трудові ресурси 2015 року становили 20,86 млн осіб (30-те місце у світі). Зайнятість економічно активного населення у господарстві країни розподіляється таким чином: аграрне, лісове і рибне господарства — 4 %; промисловість і будівництво — 18 %; сфера послуг — 66 % (станом на 2014 рік). Безробіття 2015 року дорівнювало 25,9 % працездатного населення, 2014 року — 25,1 % (180-те місце у світі); серед молоді у віці 15—24 років ця частка становила 51,3 %, серед юнаків — 48 %, серед дівчат — 55,3 % (6-те місце у світі).

## Кримінал

### Наркотики

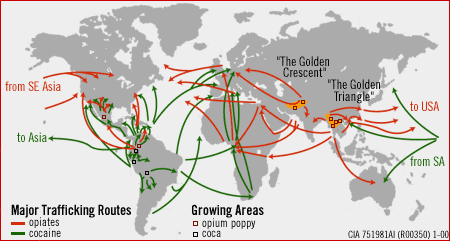
Світові маршрути наркотрафіку

Перевалочний пункт для героїну, гашишу й кокаїну, великий виробник марихуани; великий ринок кокаїну, героїну, метаквалону з Індії, синтетичних наркотиків; привабливе місце для відмивання грошей; підвищення рівня організованої злочинності.

### Торгівля людьми
Згідно зі щорічною доповіддю про торгівлю людьми (англ. Trafficking in Persons Report) Управління з моніторингу та боротьби з торгівлею людьми Державного департаменту США, уряд Південно-Африканської Республіки докладає значних зусиль у боротьбі з явищем примусової праці, сексуальної експлуатації, незаконною торгівлею внутрішніми органами, але законодавство відповідає мінімальним вимогам американського закону 2000 року щодо захисту жертв (англ. Trafficking Victims Protection Act’s) не повною мірою, країна перебуває у списку другого рівня.

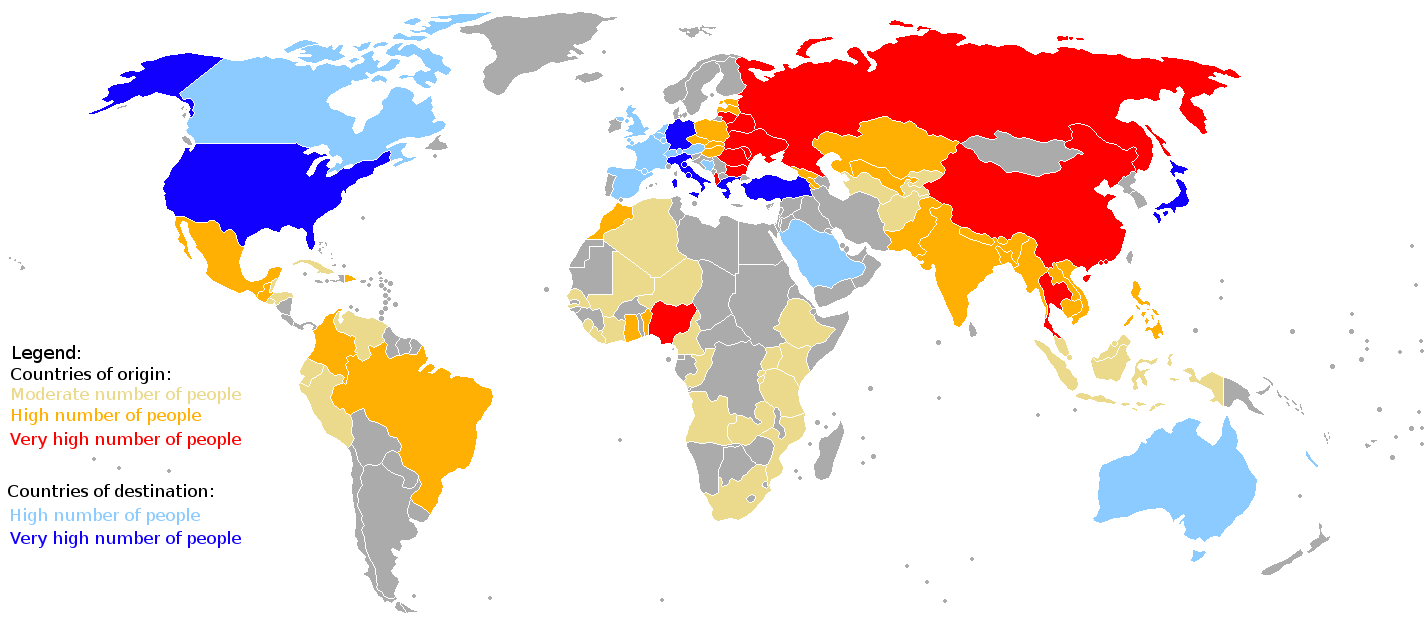
Країни-донори (червоний) і країни-реципієнти кримінальних потоків  (англ.)
Глобальна боротьба з торгівлею людьми (англ.)

## Гендерний стан
Статеве співвідношення (оцінка 2015 року):
- при народженні — 1,02 особи чоловічої статі на 1 особу жіночої;
- у віці до 14 років — 1,01 особи чоловічої статі на 1 особу жіночої;
- у віці 15—24 років — 0,99 особи чоловічої статі на 1 особу жіночої;
- у віці 25—54 років — 1,02 особи чоловічої статі на 1 особу жіночої;
- у віці 55—64 років — 0,87 особи чоловічої статі на 1 особу жіночої;
- у віці за 64 роки — 0,73 особи чоловічої статі на 1 особу жіночої;
- загалом — 0,98 особи чоловічої статі на 1 особу жіночої[1].

## Демографічні дослідження
Демографічні дослідження в країні ведуться рядом державних і наукових установ:

### Українською
- Атлас. 10—11 клас. Економічна і соціальна географія світу / упорядники :  О. Я. Скуратович, Н. І. Чанцева. — К. : ДНВП «Картографія», 2010. — ISBN 978-966-475-639-3.
- Атлас світу / голов. ред. І. С. Руденко ; зав. ред. В. В. Радченко ; відп. ред. О. В. Вакуленко. — К. : ДНВП «Картографія», 2005. — 336 с. — ISBN 9666315467.
- Безуглий В. В. Економічна і соціальна географія зарубіжних країн : Навчальний посібник. — К. : ВЦ «Академія», 2007. — 704 с. — ISBN 978-966-580-239-6.
- Безуглий В. В., Козинець С. В. Регіональна економічна і соціальна географія світу : Навчальний посібник. — видання 2-ге, доп., перероб. — К. : ВЦ «Академія», 2007. — 688 с. — ISBN 966-580-144-9.
- Головченко В. І., Кравчук О. Країнознавство: Азія, Африка, Латинська Америка, Австралія і Океанія. — К., 2006. — 335 с. — ISBN 966-8939-04-2.
- Гудзеляк І. І. Географія населення: Навчальний посібник / І. Гудзеляк. — Л. : Видавничий центр ЛНУ імені Івана Франка, 2008. — 232 с. — ISBN 978-966-613-599-8.
- Дахно І. І. Країни світу: Енциклопедичний довідник / І. І. Дахно, С. М. Тимофієв. — К. : Мапа, 2011. — 606 с. — (Бібліотека нового українця) — ISBN 978-966-8804-23-6.
- Дахно І. І. Економічна географія зарубіжних країн : навчальний посібник. — К. : Центр учбової літератури, 2014. — 319 с. — ISBN 978-611-01-0682-5.
- Джаман В. О. Регіональні системи розселення: демографічні аспекти. — Чернівці : Рута, 2003. — 392 с. — ISBN 9665685988.
- Дорошенко Л. С. Демографія: Навчальний посібник. — К. : МАУП, 2005. — 112 с. — ISBN 966-608-442-2.
- Дубович І. А. Країнознавчий словник-довідник. — 5-те вид., перероб. і доп. — К. : Знання, 2008. — 839 с. — ISBN 978-966-346-330-8.
- Економічна і соціальна географія країн світу. Навчальний посібник / За ред. Кузика С. П. — Л. : Світ, 2002. — 672 с. — ISBN 966-603-178-7.
- Загальна медична географія світу / В. О. Шевченко [та ін.] — К. : [б.в.], 1998. — 178 с.
- Книш М. М., Мамчур О. І. Регіональна економічна і соціальна географія світу (Латинська Америка та Карибські країни, Африка, Азія, Океанія) : навч. посіб. — Л. : ЛНУ ім. Івана Франка, 2013. — 368 с. — ISBN 978-617-10-0007-0.
- Крисаченко В. С. Динаміка населення: Популяційні, етнічні та глобальні виміри. — К. : Видавництво Національного інституту стратегічних досліджень, 2005. — 368 с. — ISBN 966-554-083-1.
- Любіцева О. О., Мезенцев К. В., Павлов С. В. Географія релігій. — К. : АртЕК, 1999. — 504 с. — ISBN 966-505-006-0.
- Масляк П. О. Країнознавство. — К. : Знання, 2007. — 292 с. — (Вища освіта XXI століття)
- Масляк П. О., Дахно І. І. Економічна і соціальна географія світу / П. О. Масляк, І. І. Дахно ; за ред. П. О. Масляка. — К. : Вежа, 2003. — 280 с. — ISBN 966-7091-53-8.

### Російською
- (рос.) Южно-Африканская Республика // Демографический энциклопедический словарь / главн. ред. Валентей Д. И. — М. : Советская энциклопедия, 1985. — 608 с.
- (рос.) Южно-Африканская Республика // Африка: энциклопедический справочник [в 2-х тт.] / гл. ред. А. Громыко. — М. : Советская энциклопедия, 1987. — Т. 2. — 671 с.
- (рос.) Южно-Африканская Республика // Страны и народы. Африка. Восточная и Южная Африка / Редкол. : М. Б. Горнунг, Г. Б. Старушенко (отв. ред.) и др. — М. : «Мысль», 1981. — 269 с. — (Страны и народы) — 180 тис. прим.
- (рос.) Атлас народов мира / Отв. ред. С. И. Брук и В. С. Апенченко. — М. : ГУГК ГГК СССР и Институт этнографии им. Н. Н. Миклухо-Маклая АН СССР, 1964. — 185 с. — 20 тис. прим.
- (рос.) Численность и расселение народов мира. Этнографические очерки / под ред. С. И. Брука. — М. : Издательство АН СССР, 1962. — 487 с.
- (рос.) Лаппо Г. М. География городов: Учебное пособие для географических факультетов вузов. — М. : Туманит, изд. центр ВЛАДОС, 1997. — 476 с. — ISBN 5-691-00047-0.
- (рос.) Ягельский А. География населения. — М. : Прогресс, 1980. — 383 с.